# Sammy Davis (pilota automobilistico)
Sydney Charles Houghton Davis, detto Sammy (Londra, 9 gennaio 1887 – Guildford, 9 gennaio 1981), è stato un pilota automobilistico britannico. Vinse la 24 Ore di Le Mans nel 1927, e dopo la carriera automobilistica divenne un famoso editorialista del periodico Autocar, scrivendo sotto lo pseudonimo di "Casque" (in francese “casco”), e redasse molti libri sull'automobilismo.

## Biografia

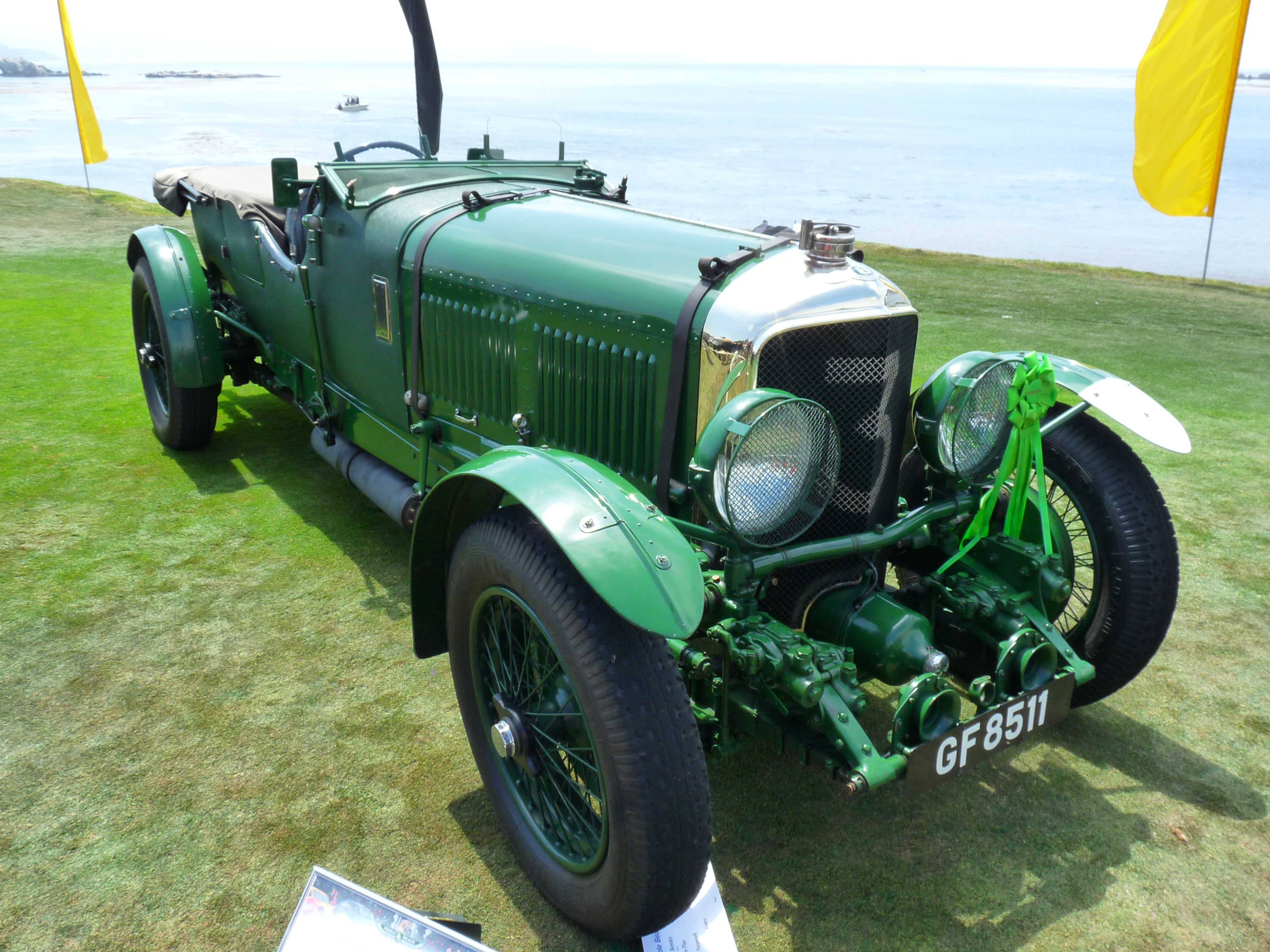
La Bentley del 1930 guidata da Sammy Davis a Le Mans

Negli anni venti partecipò a diverse competizioni automobilistiche vincendo, tra l'altro, molti premi al Classic Trials. Nel 1925 Davis giunse secondo alla 24 Ore di Le Mans con il suo co-pilota Jean Chassagne su una Sunbeam 3 litre Super Sports, coprendo in 24 ore 1343,2 miglia, di cui 45 miglia dietro il vincitore. Il 7 maggio 1927 finì secondo nell’Essex Car Club Six Hour al circuito di Brooklands su una Alvis
Davis diventò membro dei Bentley Boys alla fine degli anni venti. Vinse nettamente la 24 Ore di Le Mans nel 1927 insieme al co-pilota Dudley Benjafield, coprendo le 1472,527 miglia alla velocità media di 61,354 miglia orarie. Nella stessa competizione nel 1928 si classificò nono su una Alvis di 1½ di cilindrata a trazione anteriore, mentre arrivò secondo nel 1930 su una Bentley da 5597 cm³. Il 4 ottobre 1930 Davis, insieme a Frederick Gordon-Lennox, nono Duca di Richmand, a bordo di una Austin 7, vinse nettamente il trofeo messo il palio dal British Racing Drivers' Club al circuito di Brooklands, che consisteva in una gara di 500 miglia. Davis ebbe uno spettacolare incidente su una Invicta Tipo S a Brooklands nel 1931.
Il 15 aprile 1937 Sammy Davis a bordo di una Frazer Nash-BMW sul circuito di Brooklands coprì più di 100 miglia in un'ora, ad una velocità media di 102,22 miglia orarie.
Nel 1930 fu uno dei fondatori del Veteran Car Club of Great Britain e nel 1935 fu il primo vice presidente del Aston Martin Owners Club. Per l'Aston Martin disegnò le celebri “ali” del logo. Dopo la seconda guerra mondiale, promosse la ripresa delle corse automobilistiche in Gran Bretagna, e divenne anche vicepresidente del Vintage Sports-Car Club. Fece anche parte del comitato del British Racing Drivers' Club, e di quello che si occupava delle competizioni del Motor Sports Association.
Davis visse i suoi ultimi anni a Guildford, non perdendo mai il suo entusiasmo per la vita. In questo periodo gli piaceva raccontare molti aneddoti della sua vita, e scrisse molti articoli, oltre a dipingere a olio. Era ancora un eccellente pilota, ed istruì alla guida i poliziotti di Hendon. Possedeva una Austin-Healey Sprite serie Bug-eye, ed un triciclo Léon Bollée, chiamato "Beelzebub", che portò al London to Brighton Veteran Car Run. Davis completò la corsa Londra-Brighton nel 1930 sulla Léon Bollée in un tempo di 3 ore e 20 minuti ad una velocità media di 17,17 miglia orarie. Morì nell'incendio in casa sua, probabilmente causato dalla sua pipa.
Suo figlio Colin Davis seguì le orme del padre come pilota automobilistico.

## Alcuni libri scritti da Sammy Davis
- S.C.H. Davis, Motor Racing, Londra, Iliffe and Sons Ltd, 1932.
- S.C.H. Davis, Racing Motorist. His Adventures at Wheel in War & Peace, Londra, Iliffe and Sons Ltd, 1949.
- S.C.H. Davis, Rallies and Trials, Londra, Iliffe and Sons Ltd, 1951.
- S.C.H. Davis, Controlling a Racing-Car Team, Londra, G. T. Foulis & Co. Ltd, 1951.
- S.C.H. Davis, Car Driving as an Art: A Guide for Learners and Advanced Drivers, Londra, Iliffe and Sons Ltd, 1952.
- S.C.H. Davis, The John Cobb Story, Londra, G. T. Foulis & Co. Ltd, 1953.
- S.C.H. Davis, CARS CARS CARS CARS, Londra, Paul Hamlyn Ltd, 1967.